# Andreas Martin (Lautenist)
Andreas Martin (* 1963 in Frankfurt am Main) ist ein deutscher Lautenist.
Er studierte klassische Gitarre bei Mario Sicca (Musikhochschule Stuttgart) und Ruggero Chiesa (Konservatorium „Giuseppe Verdi“ in Mailand) sowie Anglistik, Romanistik und Philosophie an der Universität Heidelberg.
An der Schola Cantorum Basiliensis in Basel begann er das Studium der Laute bei Eugen M. Dombois, Hopkinson Smith und Peter Croton und besuchte Meisterkurse bei Emma Kirkby, Anthony Rooley und Nigel North.
Er ist im deutschen wie im französischen Fernsehen aufgetreten und spielt auf zahlreichen Festivals.
Andreas Martins Aufnahme von Bach aus dem Jahr 2004 erhielt international Lob und Anerkennung.